# ريتشارد فرانس
ريتشارد فرانس (بالإنجليزية: Richard France)‏ هو لاعب كرة قدم أمريكية أمريكي، ولد في 6 أبريل 1879 في ديكاتور في الولايات المتحدة، وتوفي في 19 أبريل 1953 في لويفيل في الولايات المتحدة.